# Уъпака (окръг, Уисконсин)
Окръг Уъпака (на английски: Waupaca County) е окръг в щата Уисконсин, Съединени американски щати. Площта му е 1981 km², а населението - 51 731 души (2000). Административен център е град Уъпака.